# Franco Foda
Franco Foda (Mainz, 23 de abril de 1966) é um treinador e ex-futebolista alemão. Atualmente comanda a Seleção Kosovar de Futebol. 
Como jogador, Franco jogou pelo Mainz 05, Kaiserslautern, Arminia Bielefeld, Saarbrücken, Bayer Leverkusen, Stuttgart, Basel, Sturm Graz, e na seleção alemã.